# 麥考密克山
77°0′S 144°26′W / 77.000°S 144.433°W
麥考密克山（英語：Mount McCormick）是南極洲的山峰，位於瑪麗伯德地，處於拉爾夫山東南面4公里，屬於福特山脈的一部分，由美國研究隊發現和繪入地圖，現時由南極條約體系管理。